# Nestroy Kizito
Joseph Nestroy Kizito (Kampala, 27 juli 1982) is een Oegandese voetballer. Hij speelt in een verdedigende positie. Hij is de captain van het Oegandees voetbalelftal, waarin hij sinds 2001 speelt.
Kizito was verbonden in eigen land bij Villa SC. In 2003 trok hij naar het Servische FK Srem dat hij na anderhalf jaar inruillde voor FK Vojvodina. Van 2010 tot en met 2011 kwam hij uit voor Partizan Belgrado. Momenteel speelt Kizito voor SC Victoria University.